# Wladimir Nikolajewitsch Lobow

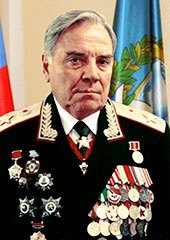
Wladimir Nikolajewitsch Lobow

Wladimir Nikolajewitsch Lobow (russisch Влади́мир Никола́евич Ло́бов; * 22. Juli 1935 in Burajewo, Baschkirische Autonome Sozialistische Sowjetrepublik, Sowjetunion) ist ein ehemaliger sowjetischer bzw. russischer Offizier und Kommandeur, zuletzt im Range eines Armeegenerals. 1991 war er Generalstabschef der Sowjetischen Streitkräfte, zudem 1989 bis 1991 Abgeordneter des Volksdeputiertenkongresses der Sowjetunion. Er ist Doktor der Militärwissenschaften.

## Leben
Lobow wurde in ärmliche Verhältnisse und eine Familie mit sechs Kindern hineingeboren. 
1954 wurde er in das Artillerieregiment der 201. Gebirgsdivision in Stalinabad (heute Duschanbe, die Hauptstadt Tadschikistans) eingezogen. 1956 bis 1959 besuchte er einen Kurs für Artillerieoffiziere in Rjasan. 1960 wurde er zu den neu aufgestellten Raketentruppen versetzt. Im Anschluss besuchte er 1964 bis 1967 die Frunse-Akademie in Moskau. 
Im August 1968 nahm er am Einmarsch der Truppen der Sowjetunion zur Niederschlagung des Prager Frühlings teil, wobei sein Bataillon einen militärischen Flugplatz nahe Prag besetzte. 
1969 wurde er Chef des Stabes des 74. Selbständigen MotSchützen-Ausbildungsregiments der 20. Gardearmee/GSSD (Armeetruppen), 1970 Kommandeur desselben. 1973 wurde er Divisionskommandeur einer Division im Leningrader Militärbezirk und nach Ernennung zum Generalmajor Ende 1975 Kommandeur des 26. Armeekorps in Archangelsk. Im Anschluss besuchte er die Militärakademie des Generalstabs der Streitkräfte der UdSSR „K.J. Woroschilow“ und wurde nach Abschluss 1979 zum Kommandeur einer Armee in Weißrussland ernannt. 1981 wurde er Stellvertretender Kommandeur des Leningrader Militärbezirks, 1984 Kommandeur des Zentralasiatischen Militärbezirks.
Im Januar 1987 wurde er auf eine Entscheidung Gorbatschows hin Stellvertretender Generalstabschef. 1989 wurde er Stabschef des Warschauer Paktes. 1991 wurde er Kommandant der Frunse-Akademie. Nach dem Augustputsch 1991 wurde er zum Generalstabschef der Sowjetischen Streitkräfte ernannt. Zwischen dem 1. und 25. Dezember 1991 war er zudem Mitglied des Verteidigungsrates des Präsidenten der Sowjetunion. Am 7. Dezember 1991 wurde er vom Posten des Generalstabschefs enthoben. Er diente kurze Zeit als militärischer Berater des Russischen Präsidenten und ging 1992 in den Ruhestand.

## Auszeichnungen (Auswahl)
- Rotbannerorden
- Orden des Roten Sterns
- Kutusoworden II. Klasse

## Privates
Lobow hat zwei Kinder und drei Enkel. Er lebt in Moskau.